# Marc Blume
Marc Blume (* 28. Dezember 1973 in Lüdinghausen) ist ein ehemaliger deutscher Leichtathlet des TV Wattenscheid 01 Leichtathletik, der schon in den 1990er Jahren zu den besten Sprintern in Deutschland zählte. Bei einer Größe von 1,80 m hatte er ein Wettkampfgewicht von 75 kg.
Blume war gemeinsam mit seinem Zwillingsbruder Holger zunächst Mitglied des FC Nordkirchen. Der dortige Trainer wollte aus den Brüdern Mittelstreckenläufer machen, was diesen nicht zusagte. Die Blumes verließen den Verein und schlossen sich nach einer Pause der SuS Olfen an.
In Zusammenarbeit mit seinem Trainer Ronald Stein erlangte Blume auf europäischer Ebene zwei Medaillen: 1996 in Stockholm wurde er Halleneuropameister über 60 Meter und 2002 gewann er mit der 4-mal-100-Meter-Staffel bei den Europameisterschaften in München die Bronzemedaille. Der dritte Platz der deutschen Staffel kam allerdings erst 2006 zustande, als den seinerzeit siegreichen Briten der Titelgewinn in Folge des Doping-Geständnisses von Dwain Chambers nachträglich aberkannt wurde. 2007 beendete Blume seine Karriere, um bei seinem Heimatverein TV Wattenscheid eine Stelle als Nachwuchstrainer anzutreten.
Blume ist gelernter Bürokaufmann, ausgebildet bei der Firma Steilmann, deren Chef Klaus Steilmann als Mäzen des TV Wattenscheid 01 dem Verein immer wieder Sportlerstellen zur Verfügung stellte, um regelmäßiges Training zu gewährleisten.
Sein Zwillingsbruder Holger war auch Sprinter in Wattenscheid, kam an die Leistungen seines Bruders allerdings nicht heran.

## Erfolge
- 1993: 6. Platz Weltmeisterschaften (4 × 100 m), Deutscher Meister (100 m)
- 1994: 6. Platz Europameisterschaften (100 m), Deutscher Meister (100 m)
- 1995: 5. Platz Hallenweltmeisterschaften (60 m), Deutscher Meister (100 m, 200 m)
- 1996: Halleneuropameister (60 m), Deutscher Meister (100 m, 200 m)
- 1997: Deutscher Meister (100 m, 200 m)
- 1998: 5. Platz Europameisterschaften (4 × 100 m), Deutscher Meister (100 m)
- 1999: 2. Platz Deutsche Hallenmeisterschaften (60 m)
- 2000: Deutscher Meister (100 m, 200 m), Teilnehmer der Olympischen Spiele (100 m)
- 2001: 3. Platz Deutsche Meisterschaften (100 m), 3. Platz Deutsche Hallenmeisterschaften (60 m)
- 2002: Deutscher Meister (100 m, 200 m, 4 × 100 m), Deutscher Hallenmeister (60 m, 4 × 200 m); Europameisterschaftsteilnehmer (100 m – Aus im Halbfinale, danach Operation eines doppelten Leistenbruchs), Bronzemedaille in der 4 × 100-m-Staffel
- 2003: 5. Platz Hallen-Europacup (60 m), Deutscher Meister (4 × 100 m), 2. Platz Deutsche Meisterschaften (100 m)
- 2004: Deutscher Hallenmeister (4 × 200 m), Deutscher Meister (4 × 100 m)
- 2005: Teilnehmer an den Halleneuropameisterschaften (60 m – im Halbfinale ausgeschieden)
- 2006: Deutscher Hallenrekord mit der 4 × 200-m-Staffel (1:23,98 min)

## Persönliche Bestleistungen
- 60 Meter (Halle): 6,54 s, 24. Januar 1999
- 100 Meter: 10,13 s, 7. Juni 1996 in Nürnberg, Deutschland
- 200 Meter: 20,47 s, 1995
- 200 Meter (Halle): 20,83 s, 31. Januar 1996